# Leopoldo González Sáenz
Leopoldo González Sáenz (Ciénega de Flores, Nuevo León, 6 de febrero de 1924-Monterrey, Nuevo León, 11 de octubre de 2013) fue un abogado y político mexicano, alcalde de Monterrey en 2 ocasiones.

## Biografía
Fue hijo de Camilo González Treviño y de Nicolasa Sáenz Quiroga. Cursó la preparatoria en Monterrey y obtuvo el título de abogado por la Universidad de Nuevo León. 
Ocupó diversos puestos como:
- Secretario de la Junta de Conciliación y Arbitraje.
- Jefe del Departamento Jurídico del Gobierno del Estado (1955-61)
- Secretario del Ayuntamiento de Monterrey en la administración de Rafael González Montemayor (1958-60)
- Diputado federal a la XLIV Legislatura de México.

En 1965 contestó el primer informe de gobierno del presidente de la República Lic. Gustavo Díaz Ordaz. El 8 de junio de 1967 fue nombrado director del Sistema de Transporte Colectivo del Distrito Federal (Metro, que estaba en construcción previa a los Juegos Olímpicos de México 1968). Fue dirigente de diversas organizaciones políticas, y, durante el régimen del presidente José López Portillo, fue Subsecretario de Asentamientos Humanos y Obras Públicas. Fue regidor del Ayuntamiento de Monterrey entre 1994 y 1997.

## Alcalde de Monterrey
González Sáenz fue elegido alcalde de la ciudad de Monterrey para el periodo 1961-63, el cual volvería a repetir en el periodo 1974-76. Durante su mandato se construyó el nuevo Palacio Municipal (quedando el antiguo Palacio Municipal en calidad de museo), y el Puente San Luisito (el cual, en honor a la visita del papa Juan Pablo II a la ciudad de Monterrey en 1979, cambiaría de nombre a lo que hoy se conoce como "Puente del papa").